# Саркисян, Ашот Багратович
Ашот Багратович Саркисян родился 16 января 1951 года в селе Хачик Ехегнадзорской области Армянской ССР. Он арменовед-историк, политик, кандидат исторических наук (1984), старший научный сотрудник Матенадарана (научно-исследовательский институт изучения древних армянских рукописей) с 1984, депутат Верховного Совета (1990—1995) и национального Собрания Республики Армения (1995—1999), один из основателей политической партии Армянского общенационального движения (в настоящее время Армянский национальный конгресс с 2013 года), член административного совета партии с 1995 года, работал в архивах Левона Тер-Петросяна, первого президента РА, он преподавал предмет «История армянской политической мысли» в академии управления Армении. В 1973 году окончил исторический факультет Ереванского государственного университета. Он преподавал в средних школах (1973—1976). В 1976 году он поступил в докторантуру Академии наук Армянской ССР и начал работать в Матенадаране. В 1984 году защитил кандидатскую диссертацию на тему "Мовсес Хоренаци и «История Армении» Ованеса Драсханакертци.

## Научная деятельность
Основная тема его научного исследования рассматривает вопросы, связанные с оригинальной версией «История Армении» написанной великим армянским историком Мовсесом Хоренаци (V век). Основная цель- вернуть начальное состояние книги Хоренаци, изучения отрывков из той же работы, которые были использованы в будущем другими историками. Эта тема обсуждается в нескольких научных статей, включенных в книгу «Мовсес Хоренаци и „История Армении“ Ованеса Драсханакертци (Ереван, 1991). Как правило, в оригинальной версии Хоренаци а также Драсханакертци были предложены соответственно 16 и 13 поправок и восстановлений. Вторая книга является переизданием оригинала „История Армении“ Мовсеса Хоренаци, опубликованной в 1913 году, но с добавлением 10 новых рукописей и 10 отрывков (Мовсес Хоренаци „История Армении“, экспертиза оригинала сделана Мануком Абегяном и Сетом Арутюняном, дополнен A.Б. Саркисяном, Ереван, 1991). Вышеуказанные две книги были опубликованы в 1991 году в рамках юбилейных изданий 1500 года „История Армении“ Мовсеса Хоренаци. Ашот Саркисян выступил докладами на ежегодных международных научных конференциях, организованных Матенадаранoм (Санкт-Петербург, Нью-Йорк, штат Мичиган). В то же время он занимался вопросами, касающимися истории армянской политической мысли.

## Политическая деятельность
За годы учебы в университете он принимал участие в деятельности студенческого кружка „Клуб армянской культуры“. Деятельность кружка была посвящена национальным вопросам. С осенью 1987 года он принимал активное участие в экологическом движении, а с февраля 1988 года в национальном движении Карабаха. В марте того же года с другими активистами он участвовал в сборе подписей депутатов, организованным Левоном Тер-Петросяном, с требованием созвать специальную сессию Верховного Совета Армянской ССР. Он обеспечил участие работников Матенадаран в национальном движении, писал заявления, письма, телеграммы, брошюры, тексты, которые отправлялись в Москву и в другие места. В августе 1989 года в выборах Верховного Совета Армянской ССР он принял участие в качестве кандидата в депутаты представленный Левоном Тер-Петросяном. Он является одним из основателей политической партии „Армянское общенациональное движение“, он участвовал в качестве делегата на первом съезде собранного с 4 по 6 ноября 1989 года. С 1995 года он всегда избирался в руководящий орган партии. В мае 1990 года участвовал в выборах Верховного Совета Армянской ССР из партии „Армянское общенациональное движение“ и был избран. Во второй раз он был избран депутатом в 1995 году. В законодательном органе он был включен в комиссии, занимающейся вопросами сельского хозяйства и развития сельских районов (1990—1995), а затем в комиссии, занимающейся юридическо-государственными вопросами (1995—1999). В конституционной комиссии он принимал участие в работе разработки первой Конституции РА, которая была принята в 1995 году. Осенью 2007 года после возвращения в активную политику первого президента РА Левона Тер-Петросяна и подачи его кандидатуры на пост президента, Ашот Саркисян был назначен членом его предвыборной кампании. Позже, 1 августа 2008 года он был назначен членом центрального бюро руководящего органа альянса „Армянский национальный конгресс“, который является политическим институтом национального движения. С 13 апреля 2013 года он является членом Административного совета партии „Армянский национальный конгресс“, созданный на основе переименования партии „Армянское общенациональное движение“ и объединения отдельных членов альянса „Армянский национальный конгресс“. Идеология и кампания партии являются основными направлениями его деятельности. Он написал или принимал активное участие в создании политических партийных документов (декларации, резолюции, предвыборные программы и т. д.). С 1990 года он опубликовал в прессе более 500 политических, аналитических, социальных статей. В своих статьях он критикует, в частности, традиционную армянскую политическую мысль, политический авантюризм, незаконные действия властей и т.д .. Десятки его статей касаются политической истории эпохи независимости Армении, включая искажение известных фактов.

## Научные статьи и книги
- Саркисян А. Б. „Поэтическое искусство“ Ованес Драсханакертци; 1981; N 2; страницы 164—177
- Саркисян А. Б. „История Армении“ Мовсеса Хоренаци и принцип упоменания источников, применяемый Ованесом Драсханакертци»; Лрабер; Академия наук (социальные науки) АССР; 1982; N 5, стр 72-81
- Саркисян А. Б. «Отражение древней армянской истории в книге Ованеса Драсханакертци»; Девятая научная сессия молодых востоковедов; Ереван; 1983; страница 19
- Саркисян А. Б. «Мовсес Хоренаци и Ованес Драсханакертци (о принципах воспроизведения источников)»; 1983; N 2-3; страницы 160—166
- Саркисян А. Б. «Характеристика одного из произведений Ованеса Драсханакертци»; Международная конференция армянской средневековой литературы; Ереван; 18-19 сентября 1986
- Саркисян А. Б. «Мовсес Хоренаци»; журнал Пионер; 1986; N 11; страницы 20-23
- Саркисян А. Б. «Попытка восстановления одного отрывка из книги „История Армении“ Мовсеса Хоренаци»; 1989; N 4; страницы 117—130
- Саркисян А. Б. «Мовсес Хоренаци и „История Армении“ по Ованесу Драсханакертци»; Ереван; издание Национальной академии Армении; 1991; 329 страниц[4]
- Саркисян А. Б. «Дополнение. Новые сравненные рукописи и отрывки. Экспертиза оригинала (1913) „Истории Армении“ Мовсеса Хоренаци»; Ереван; 1991 стр. 399—485
- Саркисян А. Б. «История Армении» Мовсеса Хоренаци в армянской историографии, проблематика — Мовсес Хоренаци и средневековая армянская историография"; Международная конференция; Нью-Йорк, 22-23 мая 1992; Стр. 13
- Саркисян А. Б. Армянское национальное движение завоевало независимость Армении в ожесточенной борьбе; еженедельник «Аравот»; 21.09.2001 и следующие 4 номера
- Саркисян А. Б. Армянская революционная партия «Дашнакцуцюн» перед судом истории; газета «Айкакан Жаманак»; 24 апреля 2002; отдельная книга в серии «Сим» 2002; https://septemberi21.blogspot.am/2007/12/blog-post_06.html, газета «Четвертая власть»; 23-24 апреля 2009; http://www.maratoug.com/archives/8231 (недоступная+ссылка) и т. д.
- Саркисян А. Б. Восприятие патриотизма в армянской действительности; ilur.am; 24.11.2012; http://www.ilur.am/news/view/4060.html Архивная копия от 30 марта 2018 на Wayback Machine.
- Саркисян А. Б. Отрицание и фальсификация современной истории Армении (1988—1998); Ереван; 2015[5]

## Изданные книги
- Левон Тер-Петросян, Сборник(выступления, статьи, интервью); редактор А. Б. Саркисян, предисловие (страницы 7-14) и заключение (страницы 665—709) А. Б. Саркисяна; Ереван 2006[6]
- Арутюн Тамян, События в Нагорном Карабахе (1917—1920), исторический обзор; подготовка текста для редактирования, разработки и предисловие (страницы 7-31), А. Б. Саркисяна; Ереван 2008; издательство Антарес[7]
- Левон Тер-Петросян, Возвращение (выступления, интервью, пресс-конференции); составлена А. Р. Банучяном, редактор Е. А. Авакян, предисловие А. Б. Саркисяна (стр 5-15); Ереван 2009
- Левон Тер-Петросян, Армяно-турецкие отношения; составлена А. Р. Банучяном, редактор Е. А. Авакян, предисловие А. Б. Саркисяна (страницы 5-11); Ереван 2009[8]
- Левон Тер-Петросян, Геноцид армян (взгляд с высоты независимости); составлена А. Е. Авакяном, редактор А. Б. Саркисян (предисловие редактора, страницы 5-22); Ереван; издательство Антарес 2015[9]
- 70-летие Левона Тер-Петросяна; составлена А. Б. Саркисяном, А. Авакяном; 2015; N1; страницы 246—283
- 25-летие независимости Республики Армения: сборник документов; составлен Б. Араркцяном, А. Саркисяном, с помощью Гоар Хачатрян, предисловие Б. Араркцяна и А. Саркисяна (стр 3-7); Ереван; издательство Антарес 2016
- Гагик Джангирян, В кратере справедливости и политики; составление, разработка и предисловие (страницы 7-23) А. Саркисяна; Ереван; издательство Антарес 2016
- Левон Тер-Петросян, Мир, примирение, добрососедство; редактор А. Саркисян, составлена А. Авакяном, «Два слова» (стр 5) и заключение А. Саркисяна; Ереван; издательство Антарес 1996
- Карабахский конфликт (отклики после выступления Левона Тер-Петросяна 17 декабря 2016); редактор А. Саркисян, составлена А. Мусиняном, А. Авакяном, «Примечание редактора» (стр 5-6) и «Заключение» (стр 313—332) А. Саркисяна; Ереван; издательство Антарес 2017